# Araxi
Araxi (armenisch Արաքսյա), gelegentlich auch Araxia, Araxie oder Araksia, ist ein weiblicher Vorname. 

## Herkunft
Er ist ursprünglich armenisch und wurde nach dem Fluss Arax (armenisch Արաքս) in Armenien benannt. Auch in Indien ist der Name gebräuchlich.

## Bekannte Namensträgerinnen
- Araxia Davtyan (1949–2010), armenische Opernsängerin und Volksschauspielerin
- Araksia Gyulzadyan (1907–1980), armenische Volkssängerin
- Araxi Karnusian (* 1969), armenische, in der Schweiz lebende, Jazzmusikerin und Komponistin